# Een handvol stof
Een handvol stof is een hoorspel van Stanisław Grochowiak. Het werd vertaald door Gérard van Kalmthout. De KRO zond het uit in het programma Dinsdagavondtheater op dinsdag 16 juni 1970. De regisseur was Léon Povel. Het hoorspel duurde 44 minuten.

## Rolbezetting
- Gijsbert Tersteeg (de graaf)
- Peronne Hosang (de gravin)
- Corry van der Linden (de echtgenote van de graaf)
- Tonny Foletta (de bolsjewiek)
- Hans Karsenbarg
- Han König (Soldik, de houthakker)
- Frans Somers (een baron)
- Jos van Turenhout (de knecht)

## Inhoud
In dit hoorspel staan Polen en Duitsers tegenover elkaar, aristocraten en proletariërs, en familieleden die elkaar onderling haten en toch niet loslaten. Dit alles tegen de dreigende achtergrond van bulderende kanonnen. Een trieste werkelijkheid die tot op het bot wordt blootgelegd, juist door de humor waarmee het thema wordt behandeld.